# Emilia Wnuk
Emilia Wnuk (ur. 22 listopada 1964 w Pile) – reprezentantka Polski w piłce nożnej, sędzia FIFA i trenerka.

## Życiorys
Studiowała polonistykę na Uniwersytecie Szczecińskim. Ukończyła studia na Akademii Wychowania Fizycznego w Gorzowie Wielkopolskim, gdzie w 2007 roku uzyskała również uprawnienia trenera piłki nożnej. W latach 1976–1982 trenowała lekką atletykę, a w latach 1983–2000 trenowała piłkę nożną. Była zawodniczką Stilonu Gorzów Wielkopolski. Rozegrała 25 meczów w reprezentacji narodowej Polski.
W latach 1997–2009 była sędzią piłkarskim, w tym przez 10 lat sędzią międzynarodowym FIFA. Od 2007 roku jest trenerem piłki nożnej. W latach 2010–2016 współpracowała z reprezentacjami Polski w piłce nożnej kobiet jako kierownik reprezentacji. Od 2010 roku jest obserwatorem sędziów piłkarskich, a od 2015 roku jest obserwatorem międzynarodowym UEFA.